# Margalita Czachnaszwili
Margalita Czachnaszwili, gruz. მარგალიტა ჩახნაშვილი (ur. 9 grudnia 1982 w Tbilisi) – gruzińska tenisistka.
Swoją karierę tenisową rozpoczęła w październiku 1997 roku, w wieku czternastu lat, występując z dziką kartą na turnieju ITF w Tbilisi. Awansowała w zawodach do półfinału. W 2000 roku ponownie dotarła do półfinału podobnych zawodów, pokonując między innymi zawodniczkę z Ukrainy Julię Bejhelzimer. Pierwszy turniej w grze singlowej wygrała w 2002 roku, w Sofii. W sumie wygrała dziesięć turniejów singlowych i pięć deblowych rangi ITF.
W 2005 roku zagrała po raz pierwszy w kwalifikacjach do turnieju WTA, ale przegrała w pierwszej rundzie z Elise Tamaëla z Holandii. Rok później wystąpiła w turnieju głównym w Portorožu, na którym wygrała w pierwszej rundzie z Lucie Hradecką i przegrała w rundzie drugiej z Jarmilą Gajdošovą. W 2008 roku udanie przeszła kwalifikacje do turnieju w Palermo i w turnieju głównym doszła do ćwierćfinału, pokonując po drodze m.in. Yaninę Wickmayer i Corinnę Dentoni. Jest to jej największe jak dotychczas osiągnięcie w rozgrywkach cyklu WTA.
Kilkakrotnie brała też udział w kwalifikacjach do turniejów wielkoszlemowych, ale nigdy nie doszła dalej niż do drugiej rundy.
Reprezentowała też swój kraj w rozgrywkach Fed Cup. W 2012 zagrała w konkurencji gry podwójnej na igrzyskach olimpijskich w Londynie wspólnie z Aną Tatiszwili odpadając z rywalizacji po pierwszym meczu.

## Wygrane turnieje rangi ITF
| turnieje z pulą nagród 100 000 $ |
| turnieje z pulą nagród 75 000 $  |
| turnieje z pulą nagród 50 000 $  |
| turnieje z pulą nagród 25 000 $  |
| turnieje z pulą nagród 15 000 $  |
| turnieje z pulą nagród 10 000 $  |

### Gra pojedyncza
|     | Data       | Turniej         | Kat. | ($)    | Naw.   | Finalistka           | Wynik         |
| 1.  | 15/09/2002 | Sofia           | ITF  | 25 000 | ziemna | Desisława Topałowa   | 6:3, 4:6, 6:0 |
| 2.  | 18/09/2005 | Tbilisi         | ITF  | 10 000 | ziemna | Manana Szapakidze    | 6:2, 6:1      |
| 3.  | 04/12/2005 | Ramat ha-Szaron | ITF  | 10 000 | twarda | Sharon Fichman       | 6:3, 7:6      |
| 4.  | 11/12/2005 | Ra’ananna       | ITF  | 10 000 | twarda | Cippora Obziler      | 6:3, 7:5      |
| 5.  | 14/05/2006 | Antalya         | ITF  | 10 000 | ziemna | Claire de Gubernatis | 6:1, 7:5      |
| 6.  | 06/08/2006 | Martina Franca  | ITF  | 50 000 | ziemna | Karin Knapp          | 6:3, 7:5      |
| 7.  | 01/07/2007 | Padwa           | ITF  | 25 000 | ziemna | Sandra Záhlavová     | 3:6, 6:1, 6:3 |
| 8.  | 20/09/2009 | Neapol          | ITF  | 25 000 | ziemna | Michaela Pochabová   | 6:2, 6:1      |
| 9.  | 03/10/2010 | Tbilisi         | ITF  | 25 000 | ziemna | Tatia Mikadze        | 6:4, 3:6, 7:5 |
| 10. | 10/04/2011 | Pomezia         | ITF  | 10 000 | ziemna | Annalisa Bona        | 1:6, 6:2, 6:2 |